# VfL Pünderich
Der VfL Pünderich ist ein deutscher Sportverein mit Sitz in der rheinland-pfälzischen Ortsgemeinde Pünderich innerhalb der Verbandsgemeinde Zell (Mosel) im Landkreis Cochem-Zell.

## Geschichte

### Gründung bis Zweiter Weltkrieg
Der Verein wurde im Jahr 1919 als Turnverein Pünderich gegründet. Am 3. Juni 1920 folgte dann auch der Eintrag ins Vereinsregister. Ab dem Jahr 1923 kam dann auch noch eine Fußball- und Faustball-Abteilung hinzu. Die Fußball-Abteilung bekam dann noch vom erst 1922 gegründeten am 12. März 1924 dann aber bereits übernommenen Sportverein einiges an Zuwachs. Im Jahr 1925 folgte schließlich noch eine Handball-Abteilung. Im Zweiten Weltkrieg kamen dann jedoch jegliche Vereinsaktivitäten zum Erliegen.

### Nachkriegszeit
Nach dem Endes Krieges erfolgte bereits am 28. Dezember 1945 die Neugründung als VfL Pünderich. Die Fußball-Abteilung begann wieder im Jahr 1946 am Spielbetrieb teilzunehmen. Die Saison 1950/51 konnte dann als Kreismeister abgeschlossen werden, womit der Aufstieg in die Bezirksliga möglich wurde. Von 1955 bis 1957 konnte dann Paul Janes als Trainer gewonnen werden. Am Ende der Saison 1961/62 wurde man dann Meister der 2. Amateurliga und durfte in die Amateurliga Rheinland aufsteigen. Mit 15:33 Punkten konnte man sich in der Saison 1962/63 dann jedoch nur auf dem 12. Platz der Staffel West platzieren, zudem erschwerend kam noch hinzu, dass die Liga zur darauffolgenden Saison wieder eingleisig wurde, womit ein Großteil der Mannschaften wieder absteigen musste. Dazu gehörte dann auch der VfL.

### Heutige Zeit
Ab den 1990er Jahren spielte der Verein aufgrund fehlender Jugendspieler in einer Spielgemeinschaft mit dem benachbarten TuS Reil. Als diese konnte man sich über eine lange Zeit in der Kreisliga A halten. Diese musste dann jedoch nach der Saison 2010/11 in Richtung Kreisliga B verlassen werden. Zwar gelang dann mit 68 Punkten sofort die Meisterschaft und der direkte Wiederaufstieg. Doch musste man dann bereits in der Saison 2014/15 wieder in der Kreisliga B antreten. Zur Saison 2018/19 wurde die SG dann erweitert und trägt seit dem den Namen SG Mont Royal. Welche dann in der Kreisliga A antreten durfte. In dieser Spielklasse befindet sich die SG bis heute.